# 古维尔
古维尔（法語：Gouville，法語發音：[ɡuvil]）是法国厄尔省的一个旧市镇，属于埃夫勒区。2016年1月1日，古维尔和相邻的另外5个市镇合并为新市镇伊通河畔梅尼勒（Mesnils-sur-Iton）。

## 地理
古维尔（48°50'57"N, 1°0'17"E）面积8.47 平方千米，位于法国诺曼底大区厄尔省，该省份为法国北部内陆省份，北起滨海塞纳省，西接奧恩省和卡爾瓦多斯省，南至厄尔-卢瓦省，东临瓦兹省、瓦兹河谷省和伊夫林省。
与古维尔接壤的市镇（或旧市镇、城区）包括：勒龙斯奈-欧特奈、伊通河畔孔代、莱塞萨尔、罗芒。

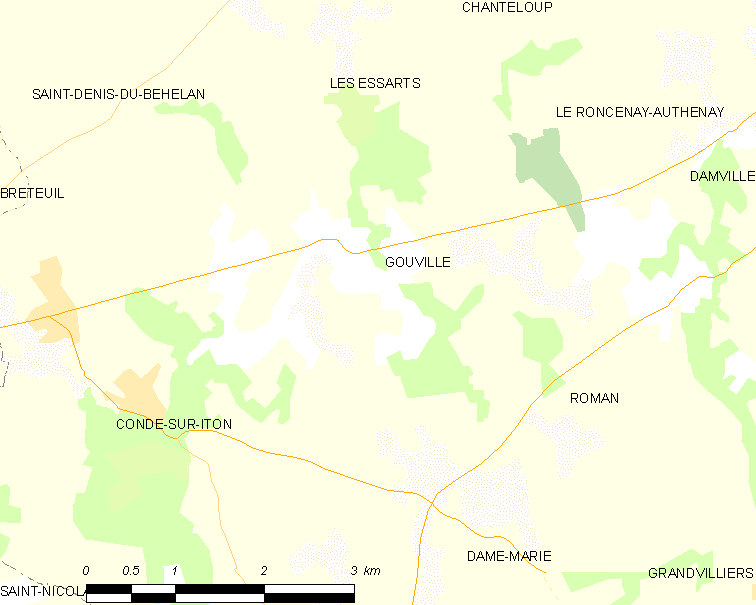
古维尔的OSM定位图

古维尔的时区为UTC+01:00、UTC+02:00（夏令时）。

## 行政
古维尔的邮政编码为27240，INSEE市镇编码为27293。

## 政治
古维尔所属的省级选区为阿夫尔河和伊通河畔韦尔讷伊县。

## 人口

1962-2008年间古维尔人口变化图示

古维尔于2015时的人口数量为512人。